# Паола (Канзас)
Паола (англ. Paola) — місто (англ. city) в США, в окрузі Маямі штату Канзас. Населення — 5768 осіб (2020).

## Географія
Паола розташована за координатами 38°34′43″ пн. ш. 94°51′45″ зх. д. / 38.57861° пн. ш. 94.86250° зх. д. (38.578514, -94.862412).  За даними Бюро перепису населення США в 2010 році місто мало площу 13,79 км², з яких 12,69 км² — суходіл та 1,09 км² — водойми.

## Демографія
Згідно з переписом 2010 року, у місті мешкали 5602 особи в 2173 домогосподарствах у складі 1407 родин. Густота населення становила 406 осіб/км².  Було 2344 помешкання (170/км²).
Расовий склад населення:
| - 93,5 % — білих - 2,4 % — чорних або афроамериканців - 0,7 % — корінних американців - 0,3 % — азіатів |

До двох чи більше рас належало 2,5 %. Частка іспаномовних становила 3,0 % від усіх жителів.
За віковим діапазоном населення розподілялося таким чином: 28,4 % — особи молодші 18 років, 56,7 % — особи у віці 18—64 років, 14,9 % — особи у віці 65 років та старші. Медіана віку мешканця становила 35,5 року. На 100 осіб жіночої статі у місті припадало 87,4 чоловіків;  на 100 жінок у віці від 18 років та старших — 84,8 чоловіків також старших 18 років.
Середній дохід на одне домашнє господарство  становив 57 385 доларів США (медіана — 47 056), а середній дохід на одну сім'ю — 73 571 долар (медіана — 64 410). За межею бідності перебувало 17,7 % осіб, у тому числі 23,2 % дітей у віці до 18 років та 14,2 % осіб у віці 65 років та старших.
Цивільне працевлаштоване населення становило 2491 осіб. Основні галузі зайнятості: освіта, охорона здоров'я та соціальна допомога — 26,4 %, роздрібна торгівля — 18,3 %, виробництво — 12,3 %, фінанси, страхування та нерухомість — 9,8 %.